# ナコーンナーヨックFC
ナコーンナーヨックFC（タイ語: สโมสรฟุตบอลจังหวัดนครนายก, 英語: Nakhon Nayok Football Club）は、タイ王国のナコーンナーヨック県をホームタウンとするサッカークラブ。

## 歴史
2009年にリージョナルリーグ・ディヴィジョン2（3部）の中央・東部リーグに加入。2009年はサムットプラーカーンFCに1-6、アユタヤFCとサラブリーFCに0-5、2010年はサラブリーFCに0-8、アユタヤFCに0-5で大敗、2011年は最下位に終わるなど低迷していたが、2013年に中央・東部リーグで準優勝した。

## タイトル

### 国内タイトル
- リージョナルリーグ・ディヴィジョン2 中央・東部
  - 準優勝 (1) :  2013

## 過去の成績
- 2009 リージョナルリーグ・ディヴィジョン2 中央・東部 : 11位
- 2010 リージョナルリーグ・ディヴィジョン2 中央・東部 : 14位
- 2011 リージョナルリーグ・ディヴィジョン2 中央・東部 : 16位
- 2012 リージョナルリーグ・ディヴィジョン2 中央・東部 : 16位
- 2013 リージョナルリーグ・ディヴィジョン2 中央・東部 : 2位
  - 2013 リージョナルリーグ・ディヴィジョン2 チャンピオンシップ : グループB